# Segunda Categoría de Pichincha 2019
El Campeonato Provincial de Segunda Categoría de Pichincha 2019 fue un torneo de fútbol en Ecuador en el cual compitieron equipos de la Provincia de Pichincha. El torneo fue organizado por la Asociación de Fútbol No Amateur de Pichincha (AFNA) y avalado por la Federación Ecuatoriana de Fútbol. El torneo dio inicio el 13 de abril de 2019 y finalizó el 22 de julio de 2019. Participaron 10 clubes de fútbol y entregó 2 cupos al zonal de ascenso de la Segunda Categoría 2019, además el campeón provincial clasificó a la primera fase de la Copa Ecuador 2020.

## Sistema de campeonato
El sistema determinado por la Asociación de Fútbol No Amateur de Pichincha fue el siguiente:
Se jugó en un sistema de todos contra todos (18 fechas) ida y vuelta, el club que terminó primero fue campeón, el que terminó segundo fue vicecampeón; estos dos equipos clasificaron al zonal de ascenso de la Segunda Categoría 2019, además el campeón clasificó la 1.ª fase de la Copa Ecuador 2020.

## Equipos participantes
| Equipos participantes                             | Equipos participantes   | Equipos participantes                             |
| ------------------------------------------------- | ----------------------- | ------------------------------------------------- |
|                                                   |                         |                                                   |
| Equipo                                            | Ciudad                  | Estadio                                           |
| Sociedad Deportiva Rayo                           | Cayambe                 | Estadio Gilberto Rueda Bedoya                     |
| Cuniburo Fútbol Club                              | Cayambe                 | Estadio Gilberto Rueda Bedoya                     |
| Juventud Independiente de Tabacundo               | Tabacundo               | Estadio de la Liga Deporiva Cantonal de Tabacundo |
| Cumbayá Fútbol Club                               | Cumbayá                 | Estadio General Rumiñahui                         |
| Club Deportivo Espoli                             | Quito                   | Estadio Olímpico Guillermo Albornoz               |
| Club Deportivo Rumiñahui                          | Machachi                | Estadio El Chan                                   |
| Club Deportivo Universidad San Francisco de Quito | Cumbayá                 | Estadio Francisco Reinoso                         |
| Galácticos Fútbol Club                            | Pedro Vicente Maldonado | Estadio de la Liga Deportiva Barrial de Pisulí    |
| Club Deportivo Da Encarnacao                      | Quito                   | Estadio Parroquial San Antonio de Pichincha       |
| Sandino Fútbol Club                               | Quito                   | Estadio de la Liga Parroquial de Nono             |

## Equipos por cantón
| Cantón                  | N.º | Equipos                                                         |
| ----------------------- | --- | --------------------------------------------------------------- |
| Quito                   | 5   | - USFQ - Espoli - Cumbayá F. C. - Da Encarnacao - Sandino F. C. |
| Cayambe                 | 2   | - S. D. Rayo - Cuniburo F. C.                                   |
| Mejía                   | 1   | - Rumiñahui                                                     |
| Pedro Moncayo           | 1   | - JI de Tabacundo                                               |
| Pedro Vicente Maldonado | 1   | - Galácticos F. C.                                              |

## Clasificación
| Pos. | Equipo          | Pts. | PJ | G  | E | P  | GF | GC | Dif. |  |
| ---- | --------------- | ---- | -- | -- | - | -- | -- | -- | ---- |  |
| 1    | Cumbayá         | 43   | 18 | 13 | 4 | 1  | 45 | 10 | +35  |  |
| 2    | Espoli          | 39   | 18 | 12 | 3 | 3  | 50 | 19 | +31  |  |
| 3    | Cuniburo        | 34   | 18 | 10 | 4 | 4  | 49 | 24 | +25  |  |
| 4    | Rayo            | 30   | 18 | 10 | 3 | 5  | 53 | 21 | +32  |  |
| 5    | JI de Tabacundo | 28   | 18 | 7  | 7 | 4  | 26 | 25 | +1   |  |
| 6    | USFQ            | 22   | 18 | 6  | 4 | 8  | 25 | 27 | −2   |  |
| 7    | Rumiñahui       | 16   | 18 | 4  | 4 | 10 | 26 | 47 | −21  |  |
| 8    | Da Encarnacao   | 16   | 18 | 4  | 4 | 10 | 18 | 39 | −21  |  |
| 9    | Sandino         | 14   | 18 | 3  | 5 | 10 | 22 | 39 | −17  |  |
| 10   | Galácticos      | 2    | 18 | 1  | 2 | 15 | 14 | 77 | −63  |  |

Actualizado a los partidos jugados el 22 de julio de 2019.
 Fuente: AFNA Pichincha, @TotalFutbol_EC
Criterios de clasificación: 1) Puntos; 2) Diferencia de goles; 3) Goles marcados
Notas:
1. ↑  Sociedad Deportiva Rayo fue sancionado con la reducción de 3 puntos.
2. ↑  Galácticos Fútbol Club fue sancionado con la reducción de 3 puntos.

|  | Campeón y clasificado a los zonales de Segunda Categoría 2019.     |
|  | Vicecampeón y clasificado a los zonales de Segunda Categoría 2019. |

## Evolución de la clasificación
| Equipo / Jornada | 01 | 02 | 03 | 04 | 05 | 06 | 07 | 08 | 09 | 10 | 11 | 12 | 13 | 14 | 15 | 16 | 17 | 18 |
| ---------------- | -- | -- | -- | -- | -- | -- | -- | -- | -- | -- | -- | -- | -- | -- | -- | -- | -- | -- |
| Cumbayá          | 2  | 1  | 1  | 1  | 1  | 1  | 1  | 1  | 1  | 1  | 1  | 1  | 1  | 1  | 1  | 1  | 1  | 1  |
| Espoli           | 4  | 5  | 6  | 5  | 5  | 5  | 3  | 2  | 2  | 2  | 2  | 2  | 2  | 2  | 2  | 2  | 2  | 2  |
| Cuniburo         | 1  | 2  | 3  | 4  | 2  | 2  | 4  | 3  | 5  | 5  | 4  | 4  | 5  | 3  | 3  | 3  | 3  | 3  |
| Rayo             | 5  | 4  | 2  | 2  | 3  | 3  | 2  | 4  | 3  | 3  | 3  | 3  | 3  | 5  | 5  | 5  | 4  | 4  |
| JI de Tabacundo  | 3  | 3  | 4  | 3  | 4  | 4  | 5  | 5  | 4  | 4  | 5  | 5  | 4  | 4  | 4  | 4  | 5  | 5  |
| USFQ             | 9  | 9  | 9  | 9  | 6  | 7  | 8  | 8  | 8  | 7  | 6  | 6  | 6  | 6  | 6  | 6  | 6  | 6  |
| Rumiñahui        | 6  | 7  | 8  | 8  | 10 | 6  | 6  | 6  | 6  | 6  | 7  | 8  | 7  | 7  | 7  | 7  | 7  | 7  |
| Da Encarnacao    | 10 | 6  | 7  | 7  | 9  | 9  | 9  | 9  | 9  | 9  | 9  | 9  | 9  | 9  | 9  | 9  | 8  | 8  |
| Sandino          | 7  | 8  | 10 | 10 | 7  | 8  | 7  | 7  | 7  | 8  | 8  | 7  | 8  | 8  | 8  | 8  | 9  | 9  |
| Galácticos       | 8  | 10 | 5  | 6  | 8  | 10 | 10 | 10 | 10 | 10 | 10 | 10 | 10 | 10 | 10 | 10 | 10 | 10 |

## Resultados

### Primera vuelta
| Da Encarnacao   | 1 - 5 | Cuniburo FC   | San Antonio de Pichincha | 13 de abril | 10:30 |
| USFQ            | 1 - 3 | Cumbayá FC    | Lumbisí                  | 13 de abril | 11:00 |
| Espoli          | 2 - 1 | Rumiñahui     | LDC de Tabacundo         | 13 de abril | 11:15 |
| Sandino FC      | 0 - 1 | SD Rayo       | Luis Pozo                | 14 de abril | 10:00 |
| JI de Tabacundo | 3 - 1 | Galácticos FC | LDC de Tabacundo         | 14 de abril | 12:00 |

| Cuniburo FC   | 1 - 1 | USFQ            | Lumbisí           | 20 de abril | 11:00 |
| Cumbayá FC    | 2 - 1 | Espoli          | General Rumiñahui | 20 de abril | 11:00 |
| SD Rayo       | 1 - 1 | JI de Tabacundo | LDC de Tabacundo  | 20 de abril | 12:00 |
| Rumiñahui     | 1 - 0 | Sandino FC      | El Chan           | 20 de abril | 15:00 |
| Galácticos FC | 1 - 2 | Da Encarnacao   | LDB de Pisulí     | 21 de abril | 10:30 |

| Sandino FC    | 1 - 5 | Cumbayá FC      | Luis Pozo                | 24 de abril | 09:00 |
| Espoli        | 0 - 1 | Cuniburo FC     | LDC de Tabacundo         | 24 de abril | 11:15 |
| Rumiñahui     | 0 - 6 | SD Rayo         | El Chan                  | 24 de abril | 15:00 |
| USFQ          | 1 - 3 | Galácticos FC   | Lumbisí                  | 24 de abril | 15:00 |
| Da Encarnacao | 2 - 4 | JI de Tabacundo | San Antonio de Pichincha | 24 de abril | 16:00 |

| Cuniburo FC     | 2 - 2 | Sandino FC    | Luis Pozo             | 27 de abril | 10:00 |
| Cumbayá FC      | 4 - 0 | Rumiñahui     | General Rumiñahui     | 28 de abril | 09:00 |
| Galácticos FC   | 1 - 9 | Espoli        | LDB de Pisulí         | 28 de abril | 10:30 |
| SD Rayo         | 5 - 0 | Da Encarnacao | Gilberto Rueda Bedoya | 28 de abril | 12:00 |
| JI de Tabacundo | 1 - 0 | USFQ          | LDC de Tabacundo      | 28 de abril | 12:00 |

| USFQ       | 3 - 1 | Da Encarnacao   | Liga Parr. de Guayllabamba | 3 de mayo | 11:00 |
| Sandino FC | 3 - 2 | Galácticos FC   | Luis Pozo                  | 4 de mayo | 10:00 |
| Cumbayá FC | 1 - 0 | SD Rayo         | General Rumiñahui          | 4 de mayo | 11:00 |
| Espoli     | 1 - 0 | JI de Tabacundo | LDC de Tabacundo           | 4 de mayo | 11:15 |
| Rumiñahui  | 1 - 5 | Cuniburo FC     | El Chan                    | 4 de mayo | 15:00 |

| Galácticos FC   | 1 - 4 | Rumiñahui  | LDB de Pisulí            | 8 de mayo | 10:00 |
| Cuniburo FC     | 1 - 1 | Cumbayá FC | Lumbisí                  | 8 de mayo | 12:00 |
| JI de Tabacundo | 1 - 1 | Sandino FC | LDC de Tabacundo         | 8 de mayo | 15:00 |
| SD Rayo         | 0 - 0 | USFQ       | Gilberto Rueda Bedoya    | 8 de mayo | 15:00 |
| Da Encarnacao   | 0 - 0 | Espoli     | San Antonio de Pichincha | 8 de mayo | 16:00 |

| Sandino FC  | 1 - 1 | Da Encarnacao   | Luis Pozo         | 11 de mayo | 11:00 |
| Espoli      | 4 - 2 | USFQ            | LDC de Tabacundo  | 11 de mayo | 11:15 |
| Rumiñahui   | 2 - 2 | JI de Tabacundo | El Chan           | 11 de mayo | 15:00 |
| Cuniburo FC | 1 - 3 | SD Rayo         | Lumbisí           | 11 de mayo | 16:00 |
| Cumbayá FC  | 8 - 0 | Galácticos FC   | General Rumiñahui | 12 de mayo | 11:00 |

| USFQ            | 2 - 3  | Sandino FC  | Lumbisí                  | 17 de mayo | 10:00 |
| Da Encarnacao   | 1 - 2  | Rumiñahui   | San Antonio de Pichincha | 18 de mayo | 10:30 |
| Galácticos FC   | 0 - 10 | Cuniburo FC | LDB de Pisulí            | 19 de mayo | 10:00 |
| Espoli          | 2 - 1  | SD Rayo     | LDC de Tabacundo         | 19 de mayo | 11:00 |
| JI de Tabacundo | 0 - 0  | Cumbayá FC  | LDC de Tabacundo         | 19 de mayo | 13:15 |

| Sandino FC  | 2 - 3 | Espoli          | Luis Pozo                  | 24 de mayo | 09:00 |
| Cumbayá FC  | 1 - 0 | Da Encarnacao   | General Rumiñahui          | 25 de mayo | 10:00 |
| Cuniburo FC | 2 - 3 | JI de Tabacundo | Liga Parr. de Guayllabamba | 25 de mayo | 11:00 |
| Rumiñahui   | 1 - 1 | USFQ            | El Chan                    | 25 de mayo | 15:00 |
| SD Rayo     | 5 - 1 | Galácticos FC   | Gilberto Rueda Bedoya      | 25 de mayo | 16:00 |

### Segunda vuelta
| USFQ            | 2 - 1 | Rumiñahui   | Lumbisí                  | 31 de mayo | 10:00 |
| JI de Tabacundo | 1 - 1 | Cuniburo FC | LDC de Tabacundo         | 1 de junio | 11:00 |
| Da Encarnacao   | 0 - 2 | Cumbayá FC  | San Antonio de Pichincha | 1 de junio | 12:00 |
| Espoli          | 4 - 1 | Sandino FC  | LDC de Tabacundo         | 1 de junio | 13:15 |
| Galácticos FC   | 1 - 9 | SD Rayo     | LDB de Pusilí            | 3 de junio | 14:00 |

| Sandino FC  | 0 - 1 | USFQ            | Luis Pozo                  | 8 de junio | 09:00 |
| Cuniburo FC | 5 - 1 | Galácticos FC   | Liga Parr. de Guayllabamba | 8 de junio | 11:00 |
| Cumbayá FC  | 2 - 0 | JI de Tabacundo | General Rumiñahui          | 8 de junio | 11:00 |
| SD Rayo     | 2 - 3 | Espoli          | LDC de Tabacundo           | 8 de junio | 12:00 |
| Rumiñahui   | 0 - 0 | Da Encarnacao   | El Chan                    | 8 de junio | 15:00 |

| USFQ            | 0 - 2 | Espoli      | Lumbisí                  | 14 de junio | 10:00 |
| Galácticos FC   | 1 - 6 | Cumbayá FC  | LDB de Pisulí            | 15 de junio | 09:30 |
| Da Encarnacao   | 0 - 1 | Sandino FC  | San Antonio de Pichincha | 15 de junio | 11:30 |
| JI de Tabacundo | 2 - 1 | Rumiñahui   | LDC de Tabacundo         | 15 de junio | 12:00 |
| SD Rayo         | 3 - 1 | Cuniburo FC | Gilberto Rueda Bedoya    | 15 de junio | 14:15 |

| Sandino FC | 2 - 4 | JI de Tabacundo | Luis Pozo         | 19 de junio | 09:00 |
| USFQ       | 1 - 0 | SD Rayo         | Lumbisí           | 19 de junio | 10:00 |
| Cumbayá FC | 0 - 1 | Cuniburo FC     | General Rumiñahui | 19 de junio | 11:00 |
| Espoli     | 5 - 0 | Da Encarnacao   | LDC de Tabacundo  | 19 de junio | 11:30 |
| Rumiñahui  | 2 - 1 | Galácticos FC   | El Chan           | 19 de junio | 15:15 |

| Cuniburo FC     | 5 - 2 | Rumiñahui  | Liga Parr. de Guayllabamba  | 22 de junio | 11:00 |
| Da Encarnacao   | 1 - 5 | USFQ       | San Antonio de Pichincha    | 22 de junio | 11:00 |
| JI de Tabacundo | 2 - 2 | Espoli     | LDC de Tabacundo            | 23 de junio | 12:15 |
| SD Rayo         | 1 - 2 | Cumbayá FC | Olímpico Guillermo Albornoz | 23 de junio | 14:00 |
| Galácticos FC   | 0 - 0 | Sandino FC | LDB de Pisulí               | 24 de junio | 14:00 |

| USFQ          | 0 - 2 | JI de Tabacundo | Lumbisí                    | 28 de junio | 10:30 |
| Espoli        | 6 - 0 | Galácticos FC   | LDC de Tabacundo           | 29 de junio | 11:00 |
| Sandino FC    | 1 - 2 | Cuniburo FC     | Liga Parr. de Guayllabamba | 29 de junio | 11:15 |
| Da Encarnacao | 2 - 2 | SD Rayo         | San Antonio de Pichincha   | 29 de junio | 11:30 |
| Rumiñahui     | 0 - 3 | Cumbayá FC      | El Chan                    | 29 de junio | 15:15 |

| JI de Tabacundo | 0 - 3 | Da Encarnacao | LDC de Tabacundo           | 6 de julio | 10:00 |
| Cumbayá FC      | 2 - 0 | Sandino FC    | Xavier Fernández           | 6 de julio | 11:00 |
| Cuniburo FC     | 1 - 0 | Espoli        | Liga Parr. de Guayllabamba | 6 de julio | 11:15 |
| SD Rayo         | 5 - 4 | Rumiñahui     | Gilberto Rueda Bedoya      | 7 de julio | 12:15 |
| Galácticos FC   | 0 - 3 | USFQ          | LDB de Pisulí              | 8 de julio | 14:00 |

| Sandino FC      | 3 - 3 | Rumiñahui      | Luis Pozo                | 13 de julio | 09:00 |
| USFQ            | 1 - 3 | Cuniburo FC    | Lumbisí                  | 13 de julio | 10:30 |
| Espoli          | 2 - 2 | Cumbayá FC (C) | Gilberto Rueda Bedoya    | 13 de julio | 11:15 |
| Da Encarnacao   | 1 - 0 | Galácticos FC  | San Antonio de Pichincha | 13 de julio | 11:30 |
| JI de Tabacundo | 0 - 4 | SD Rayo        | Gilberto Rueda Bedoya    | 13 de julio | 16:00 |

| Cumbayá FC    | 1 - 1 | USFQ            | Xavier Fernández           | 19 de julio | 11:00 |
| Cuniburo FC   | 2 - 3 | Da Encarnacao   | Liga Parr. de Guayllabamba | 19 de julio | 14:00 |
| Rumiñahui     | 1 - 4 | Espoli          | El Chan                    | 19 de julio | 14:00 |
| SD Rayo       | 5 - 1 | Sandino FC      | Gilberto Rueda Bedoya      | 19 de julio | 16:00 |
| Galácticos FC | 0 - 0 | JI de Tabacundo | LDB de Pisulí              | 22 de julio | 12:00 |

### Campeón
| Bandera de Quito |
| Cumbayá Fútbol Club 1.er título Clasifica a los zonales de la Segunda Categoría 2019 y a la Copa Ecuador 2020. - También clasifica Club Deportivo Espoli como vicecampeón. |